# Árabe jugari

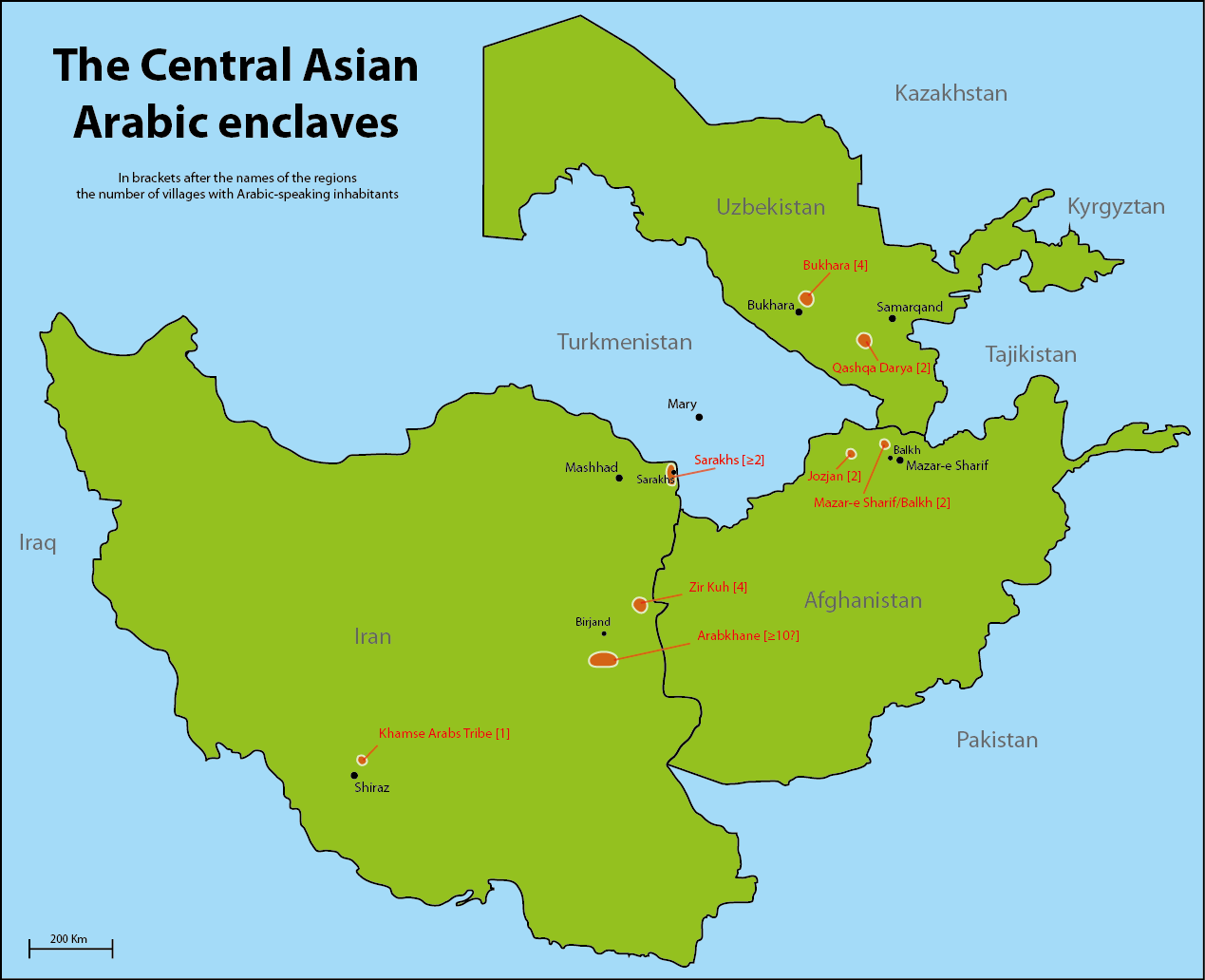
Descrição:Enclaves where the Central Asian Arabic dialects are spoken in Iran, Afghanistan and Uzbekistan. The map also shows, in square brackets, the number of villages with Arab inhabitants in each of those enclaves.

Árabe centro-asiático ou árabe jugari (em árabe: العربية الآسيوية الوسطى‎) é um conjunto de variantes do árabe comuns falados em alguns países da Ásia Central à beira da extinção.
Muito diferente de outras variantes conhecidas da língua árabe, ainda que guardem certas semelhanças com o árabe falado mesopotâmico setentrional, são dialetos que formam um grupo independente dos cinco grandes ramos do árabe moderno.
Com seu número de falantes em declínio, são falados atualmente somente por poucos membros das comunidades árabes que vivem no Afeganistão, no Irã, no Tajiquistão e no Uzbequistão, países onde a língua árabe não é um idioma oficial.
Ao contrário do que ocorre com outras variantes em praticamente todo o mundo árabe, não há diglossia do dialeto com o árabe moderno padrão nessas comunidades, onde o dari, o farsi, o tajique e o usbeque são usados amplamente para a comunicação diária ou mesmo já são a língua materna desses grupos étnicos minoritários.

## História
No passado, eram falados entre as inúmeras comunidades árabes nômades da Ásia Central que habitavam, desde a queda do Império Sassânida, áreas como as províncias uzbeques de Samarcanda, Bucara, Qashqadaryo e Surcã Dária, a província tajique de Khatlon, além do Afeganistão. Devido às fortes influências islâmicas, o árabe rapidamente se tornou o idioma comum da ciência e da literatura da época. Como a maioria dos árabes da Ásia Central vivia em comunidades isoladas e não era a favor de casamentos com a população local, esse fator ajudou a língua árabe a sobreviver em um ambiente multilíngue até o século XX.
Na década de 1880, muitos pastores árabes haviam migrado para o norte do Afeganistão (do que hoje é o Uzbequistão e o Tajiquistão), mas hoje essas comunidades árabes não falam árabe, tendo se adaptado ao dari e ao usbeque. Com o estabelecimento do domínio soviético no Uzbequistão e no Tajiquistão, as comunidades árabes enfrentaram grandes mudanças linguísticas e identitárias, tendo que abandonar o estilo de vida nômade e gradualmente que se misturar com uzbeques, tadjiques e turcomenos. Segundo o censo de 1959, apenas 34% dos árabes soviéticos, a maioria idosos, falavam variantes do árabe jugari. Outros relataram uzbeque ou tadjique como língua materna.
Não existem números precisos sobre a abrangência de falantes do árabe jugari atualmente. Em 2003, estimava-se a existência de 6 mil falantes distribuídos por povoados árabes no Afeganistão, no Tajiquistão e no Uzbequistão. Não há fontes sobre o número de falantes em comunidades no Irã.

## Variantes
Fortemente influenciados em fonética, vocabulário e sintaxe pelos idiomas majoritários locais onde são falados, os principais dialetos do árabe jugari são o árabe bakhtiari (também chamado de árabe bactriano), o árabe bukhara (também chamado de árabe buxara), o árabe kashkadarya e o árabe khorasani. Os três primeiros tem seus falantes distribuídos por Afeganistão, Tajiquistão e Uzbequistão. Já o khorasani passou a ser considerado por estudiosos como parte da família de dialetos árabes da Ásia Central apenas recentemente.
O árabe bukhara é fortemente influenciado pelo tajique, enquanto que o árabe kashkadarya é bastante influenciado pelo usbeque e outras línguas turcomanas. O número de falantes desses dialetos está em caindo nas comunidades árabes locais, onde se relatam alguns falantes bilíngues e outros que falam apenas tajique ou usbeque. No Tajiquistão, apenas 35,7% das minorias árabes do país falam um dialeto jugari.
O árabe bakhtiari é falado em comunidades árabes no norte do Afeganistão. Já o árabe khorasani é um dialeto falado na província de Coração, no Irã, e estudiosos recentes mostram que é uma variante intimamente relacionada ao árabe kashkadarya.
Apenas dois desses dialetos, o bukhara e o kashkadarya, possuem códigos ISO 639 próprios.